# Maëva Coucke
Pour les articles homonymes, voir Coucke.
Maëva Coucke, née le 28 juin 1994 à Fougères, est une reine de beauté française, élue Miss Nord-Pas-de-Calais 2017 puis Miss France 2018. Elle est la 88e Miss France.

## Biographie

### Enfance
Maëva Coucke naît le 28 juin 1994 à Fougères, à 45 km de Rennes,,. Elle grandit dans la commune proche de Louvigné-du-Désert pendant six ans puis à Ferques, entre Boulogne-sur-Mer et Calais,. Elle effectue alors sa scolarité à l'école primaire Pierre Mendès France de Marquise et au collège Jean-Rostand de cette même ville puis au lycée Giraux-Sannier de Saint-Martin-Boulogne.
Son père est gendarme et sa mère est assistante maternelle dans le Boulonnais,. Elle a une sœur aînée, Victoria, et une sœur jumelle, Alizée,. Ses parents divorcent alors que Maëva Coucke a 13 ans : sa mère obtient la garde des enfants.

### Formation
Après avoir obtenu un baccalauréat technologique en 2013, puis un BTS commerce international en 2015 au lycée Mariette de Boulogne-sur-Mer, elle s'inscrit en première année de licence de droit à Lille à la rentrée 2017.
Elle déclare en 2018 vouloir se lancer dans une carrière d'actrice.

## Concours de beauté
En février 2013, elle est élue Miss Boulogne-sur-Mer. En avril 2014, elle devient Miss Arras Expo. Par la suite, elle devient dauphine de Miss Opale 2014 et de Miss Opale Sud 2016.
Elle est élue Miss Pévèle 2016, ce qui lui donne sa place au concours de Miss Nord-Pas-de-Calais.
À Orchies (Nord), le 23 septembre 2017, elle est élue Miss Nord-Pas-de-Calais 2017.

### Parcours
- Miss Boulogne 2013, élue le 17 février 2013 à Boulogne-sur-Mer
- Miss Arras Expo 2014, élue le 5 avril 2014 à Arras
- 1re dauphine de Miss Opale Sud 2016, élue le 11 novembre 2016 à Berck
- Miss Pévèle 2016, élue le 12 novembre 2016 à Beuvry-la-Forêt
- Miss Nord-Pas-de-Calais 2017, élue le 23 septembre 2017 à Orchies
- Miss France 2018, élue le 16 décembre 2017 à Châteauroux
- Top 12 à Miss Monde 2018, le 8 décembre 2018, à Sanya (Chine)
- Top 10 à Miss Univers 2019, le 8 décembre 2019, à Atlanta (États-Unis)

### Miss France 2018
Le 16 décembre 2017, à Châteauroux, elle est élue Miss France 2018,, l'emportant devant Miss Corse la favorite avec 29,2 % des suffrages. Elle est la troisième Miss Nord-Pas-de-Calais à devenir Miss France en seulement quatre ans après Camille Cerf (2015) et Iris Mittenaere (2016) alors que la région ne l'avait jamais emporté depuis la création du concours, en 1920.

### Concours Miss Monde 2018
Le 17 septembre 2018, l'organisation Miss France annonce que Maëva Coucke sera la représentante de la France à la 68e édition du concours Miss Monde 2018,. Le 20 novembre 2018, elle remporte le Top Model Challenge 2018, devenant la première Miss à être qualifiée directement pour le top 30 de la finale de Miss Monde. Le 8 décembre à Sanya, dans le Sud de la Chine, elle termine dans le top 12 de l'élection.

### Concours Miss Univers 2019
Le 23 septembre 2019, l'organisation Miss France annonce que Maëva Coucke sera la représentante de la France à la 68e édition du concours Miss Univers 2019, le 8 décembre, à Atlanta (États-Unis). Durant le défilé en maillot de bain, Maëva Coucke glisse et tombe sur scène, juste devant les caméras. L'incident est particulièrement relayé dans les médias francophones,, mais n'a pas d'incidence sur son classement, car il s'avère que sa chute a été causée par un sol particulièrement glissant, quatre autres candidates ayant également trébuché ou chuté au même endroit de la scène. Finalement, Maëva Coucke atteint la demi-finale et termine à la 7e place de l'élection, réalisant le premier classement de la France à ce concours depuis 2016.

### Égérie de marques
Comme de nombreuses miss, Maëva Coucke a signé plusieurs contrats pour devenir égérie de marques, notamment les montres Festina, la voiture citadine Peugeot 108 et les parfums de la marque de prêt-à-porter Naf Naf.

## Émissions télévisées
- 2018, 2019, 2021 et 2022 : Fort Boyard (France 2)
- 2019 : Baby-sitter : star incognito (Gulli)
- Depuis 2019 : Vendredi tout est permis (TF1)
- 2019 : Tout le monde joue sur France 2
- 2020 : Le Grand Concours (TF1)
- 2021 : District Z (TF1)
- 2021 : Stars à nu (TF1)
- 2023 : Le Grand Quiz, sur TF1
- 2023 : 100% logique (France 2)

## Vie privée

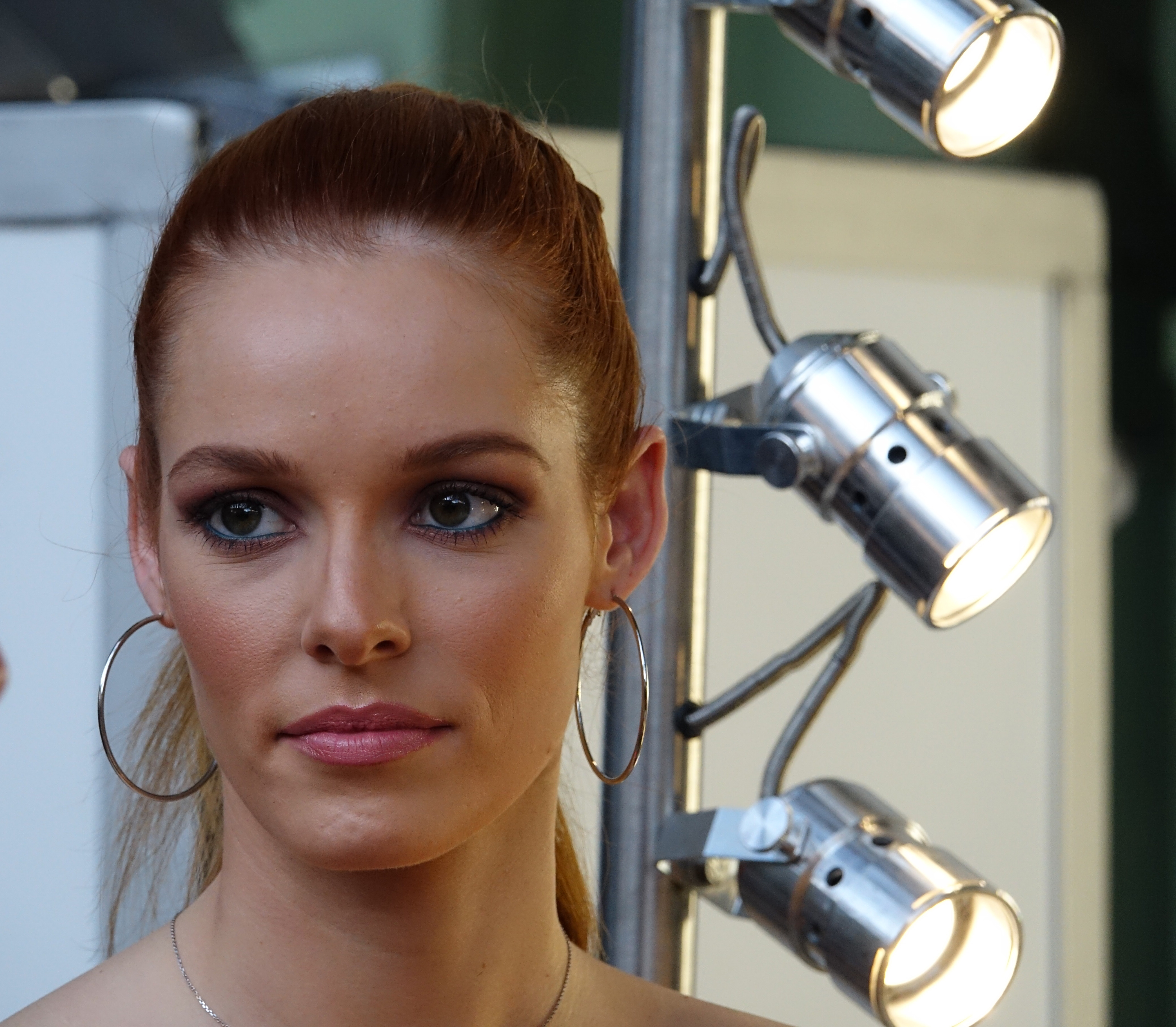
Maëva Coucke au Tour Auto, en 2018.

Durant son enfance, elle pratique la gymnastique, l'escalade, la natation et le basket-ball. Elle est passionnée de mode et de photographie.
Elle participe à plusieurs courses automobiles : au Rallye des Princesses Richard Mille en juin 2018, à la 28e édition du Tour Auto (en tant que copilote d'Étienne Bruet, à bord d'une Peugeot 504 coupé) en avril 2019, au Trophée Andros (course automobile sur glace) lors de l'épreuve de Val Thorens (course réservée aux personnalités) en janvier 2021,.
Alors que sa mère a souffert d'un cancer du sein en 2012, Maëva Coucke annonce, lors de son élection comme Miss France, son souhait de s'investir dans la lutte contre le cancer du sein,. Elle souhaite également défendre la cause de la lutte contre la violence faite aux femmes,.